# Thomas E. Martin
Thomas Ellsworth Martin, född 18 januari 1893 i Melrose, Iowa, död 27 juni 1971 i Seattle, Washington, var en amerikansk republikansk politiker. Han representerade delstaten Iowa i båda kamrarna av USA:s kongress, först i representanthuset 1939–1955 och sedan i senaten 1955–1961.
Martin studerade vid State University of Iowa (numera University of Iowa) och Columbia University. Han deltog i första världskriget i USA:s armé. Han inledde 1927 sin karriär som advokat i Iowa City. Han var borgmästare i Iowa City 1935–1937.
Kongressledamoten Edward C. Eicher kandiderade inte till omval i kongressvalet 1938. Martin vann valet. Han omvaldes 1940, 1942, 1944, 1946, 1948, 1950 och 1952.
Martin besegrade sittande senatorn Guy Gillette i senatsvalet 1954. Han kandiderade inte till omval efter sex år i senaten.
Martins grav finns på Willamette National Cemetery i Oregon.